# Perséphone (Stravinsky)
Pour les articles homonymes, voir Perséphone (homonymie).

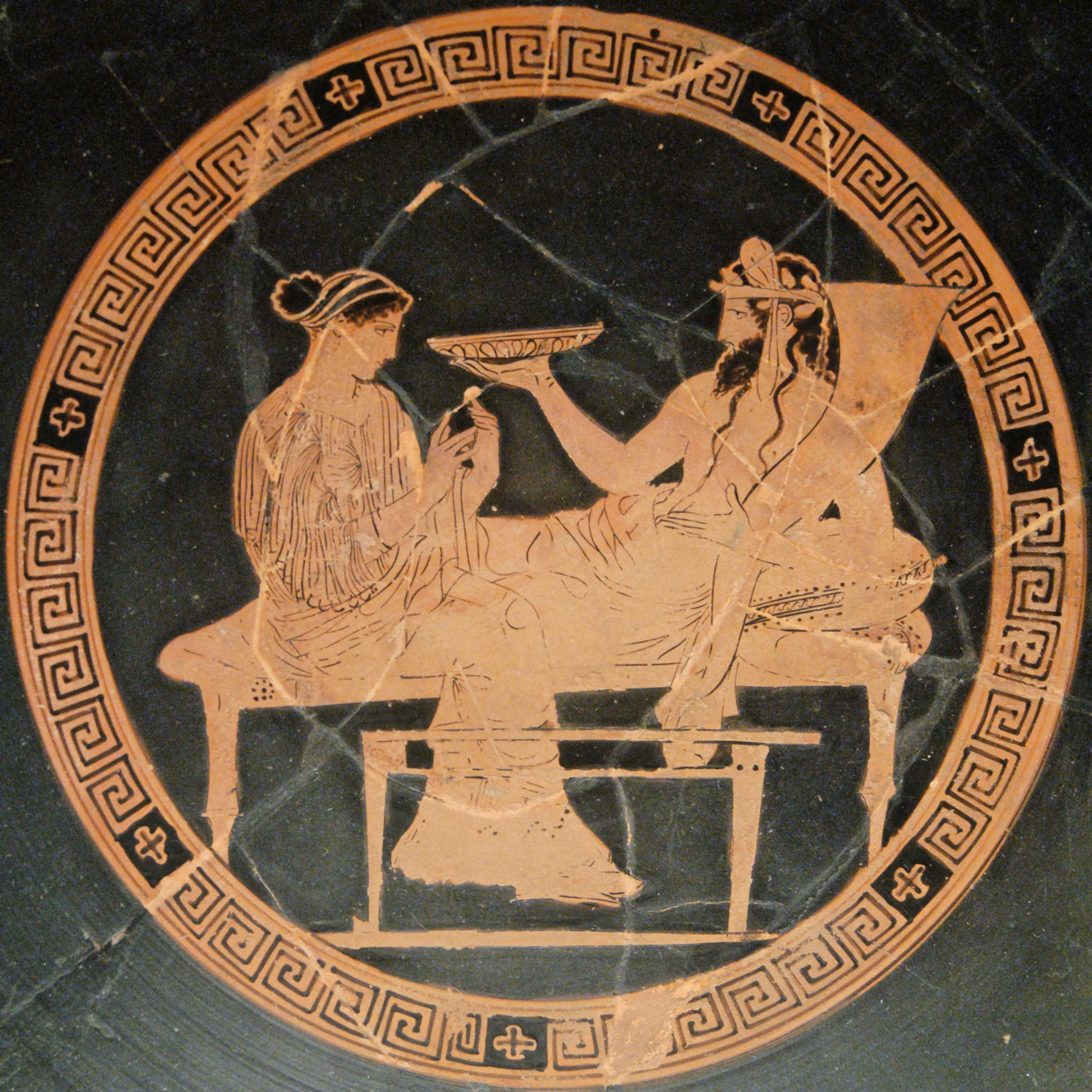
Persophone

Perséphone est une musique de scène en forme de mélodrame en trois tableaux composé par Igor Stravinsky, sur le texte de la pièce de théâtre Perséphone d'André Gide et une chorégraphie de Kurt Jooss. La première représentation eut lieu à l'Opéra de Paris le 30 avril 1934, avec Ida Rubinstein, dans une mise en scène de Jacques Copeau et des décors et des costumes d'André Barsacq. L'œuvre est inspirée de Perséphone, fille de Zeus et Déméter et épouse d'Hadès dans la mythologie grecque.
Dans les années 1930, Stravinsky développe un style nouveau et compose :
- l’opéra-oratorio Œdipus Rex ;
- le ballet Apollon musagète ;
- Perséphone.

Durant cette période Stravinsky connaît une renaissance spirituelle qui le pousse à écrire des œuvres liturgiques et sacrées dont la Symphonie de psaumes.
La cantatrice canadienne Éva Gauthier, met fin à sa longue association avec Stravinsky en interprétant, en première, le rôle-titre vocal de son mélodrame Perséphone, en mars 1935, puis en reprise, en 1936 et 1937.

## Autres versions
- 1955 : Kurt Jooss remania la chorégraphie et la reprit encore en 1965 avec Pina Bausch dans le rôle-titre
- 1966 : enregistré à Hollywood en 1966, dirigé par Igor Stravinsky avec le Columbia Symphony Orchestra avec Vera Zurina (Works of Igor Stravinsky, intégrale Sony)
- 1966 : Scala de Milan, avec Annie Girardot
- 1968 : chorégraphie de Janine Charrat
- 1987 : chorégraphie de François Raffinot
- 2012 : mise en scène de Peter Sellars au Teatro Real de Madrid ; reprise à l'Opéra de Lyon (2016).